# Usina Hidrelétrica de São Manoel

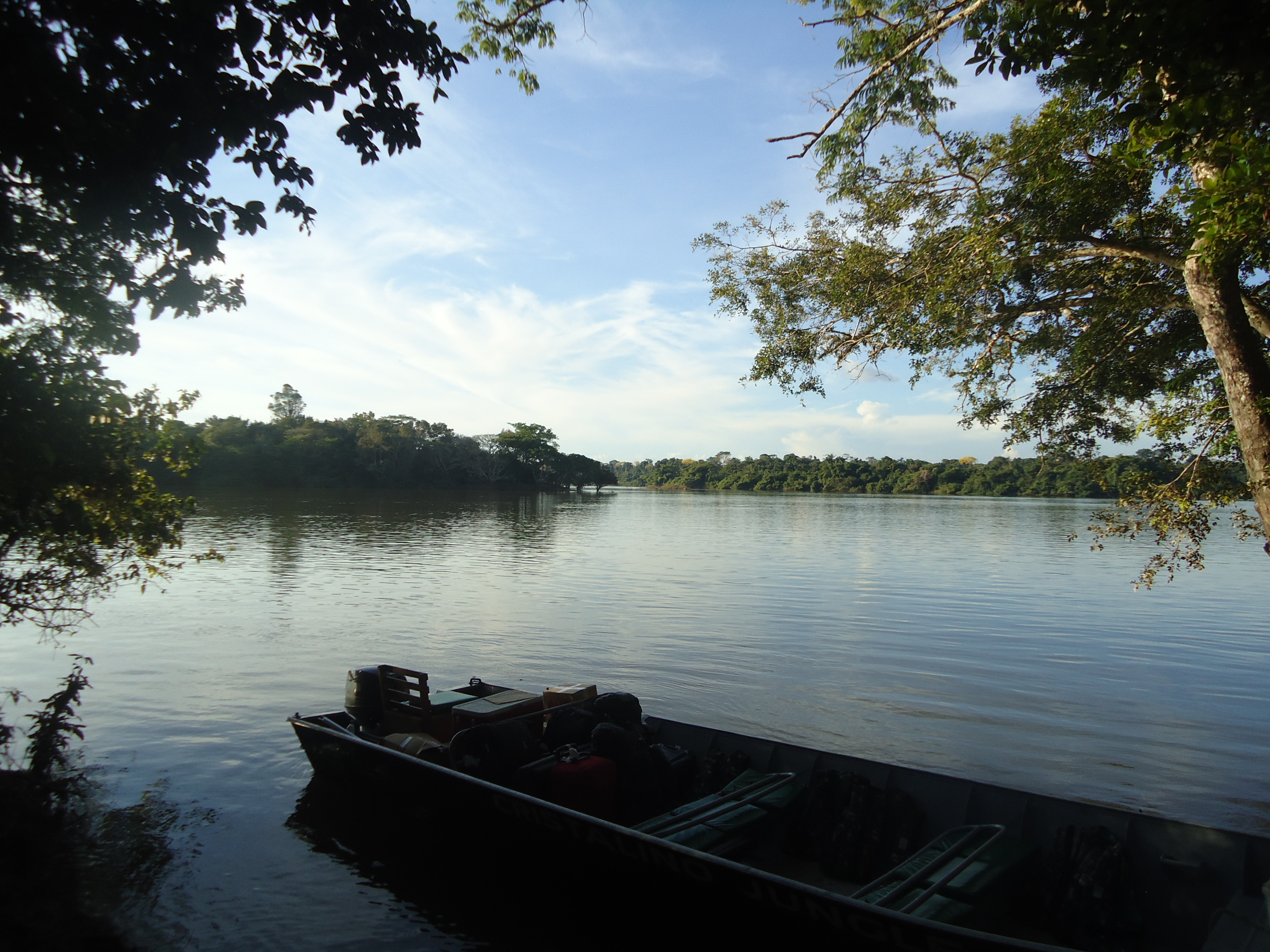
Rio Teles Pires

A Usina Hidrelétrica de São Manoel é uma usina hidrelétrica localizada no Rio Teles Pires,  em Mato Grosso e no Pará. Tem capacidade instalada de 700 MW, sendo a segunda maior usina do Complexo Teles Pires, situando-se entre os municípios de Paranaíta (MT) e Jacareacanga (PA).

## Histórico
O leilão estava programado para ser realizado em 2011, mas foi adiado para o fim de 2013,  devido a problemas com a FUNAI.
A construção foi iniciada em junho de 2014, tendo recebido investimentos de mais de R$ 3,3 bilhões e a sua primeira turbina foi acionada em abril de 2018..

## Estrutura
- Capacidade Instalada:    735,9 MW[4]
- Nível máximo Normal do Reservatório:    161 m
- Área do Reservatório:    66 KM2
- Renovação da Água:    03 dias
- Extensão da barragem:    925 m
- Inicio da construção:    Junho / 2014
- Inicio da Operação:    Maio / 2018
- Prazo até início do enchimento:    36 meses
- Regime:    fio d´água
- Vertedouro:    3 comportas
- Turbinas:    04 unidades do tipo Kaplan
- Volume da água do reservatório:    577,22 hm³
- Linha Transmissão:    40 Km

## Propriedade
A  usina pertence à Empresa de Energia São Manoel – EESM, que foi  responsável pela sua construção, conforme Contrato de Concessão de Geração N.º 02/2014 -MME, sendo constituída pelos acionistas EDP BRASIL S.A., Furnas Centrais Elétricas e China Three Gorges Corporation – CTG (CTG Brasil).